# 601 Nerthus
601 Nerthus

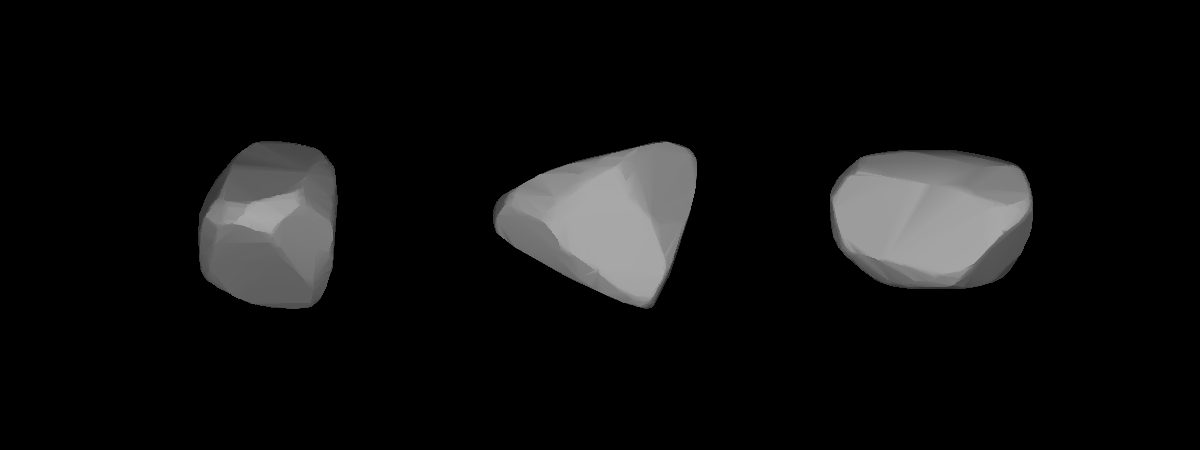
Mô hình 3D của 601 Nerthus

601 Nerthus là một tiểu hành tinh ở vành đai chính. Nó được Max Wolf phát hiện ngày 21.6.1906 ở Heidelberg và được đặt theo tên Nerthus, nữ thần sinh sản trong thần thoại German cổ